# Pittsford (Vermont)
Pittsford ist eine Town im Rutland County des Bundesstaates Vermont in den Vereinigten Staaten mit 2862 Einwohnern (laut Volkszählung von 2020).

## Geografie

### Geografische Lage
Pittsford liegt im zentralen Norden des Rutland Countys, in den Green Mountains. Das Gebiet der Town ist durchsetzt mit Hügeln und Tälern. Der Otter Creek fließt zentral durch das Gebiet der Town in nördlicher Richtung zudem gibt es diverse weitere Flüsse. Das Flusstal des Otter Creeks ist sehr weiträumig und äußerst fruchtbar.

### Nachbargemeinden
Alle Entfernungen sind als Luftlinien zwischen den offiziellen Koordinaten der Orte aus der Volkszählung 2010 angegeben.
- Norden: Brandon, 4,3 km
- Osten: Chittenden, 16,0 km
- Südosten: Mendon, 15,6 km
- Süden: Rutland Town, 10,8 km
- Süden: Proctor, 2,5 km
- Süden: West Rutland, 3,3 km
- Südwesten: Castleton, 13,5 km
- Westen: Hubbardton, 13,3 km
- Nordwesten: Sudbury, 14,3 km

### Stadtgliederung
In Pittsford gibt es zwei Villages, Pittsford und Florence. In Florence ist die Marmorindustrie beheimatet.

### Klima
Die mittlere Durchschnittstemperatur in Pittsford liegt zwischen −7,2 °C (19 °Fahrenheit) im Januar und 20,6 °C (69 °Fahrenheit) im Juli. Damit ist der Ort gegenüber dem langjährigen Mittel der USA um etwa 9 Grad kühler. Die Schneefälle zwischen Mitte Oktober und Mitte Mai liegen mit mehr als zwei Metern etwa doppelt so hoch wie die mittlere Schneehöhe in den USA. Die tägliche Sonnenscheindauer liegt am unteren Rand des Wertespektrums der USA, zwischen September und Mitte Dezember sogar deutlich darunter.

## Geschichte
Pittsford wurde am 12. Oktober 1761 als Grant durch Benning Wentworth gegründet. Der Name geht auf das erste Fort am Otter Creek und auf William Pitt, Premierminister des Vereinigten Königreichs, zurück. Den Grant bekamen Ephraim Doolittle und 60 weitere Siedler. Die Besiedlung startete im Jahr 1769, durch einen Brand sind die frühen Unterlagen über die Town verloren gegangen.
Sägewerke, Kornmühlen, Gerbereien, Schmieden und Schulen entwickelten sich am Creek River im Pittsford Village. In Grangervill errichtete die Familie Granger ab 1795 Eisengießereien. Viele der Arbeiter in den Gießereien stammten aus Irland.
Während des Unabhängigkeitskriegs wurden in Pittsford zwei Forts errichtet, Fort Mott im Jahr 1777 und Fort Vengeance von 1780 bis 1781. Pittsford war im Unabhängigkeitskrieg eine der Frontstädte.
Nach dem Krieg zogen ab 1812 französisch-kanadische Landwirte in die Town. Das hügelige Land eignete sich zur Schafzucht und das spanische Merinoschaf wurde eingeführt. Damit zog die Wollindustrie ein und Wollmühlen wurden errichtet. Nach dem Untergang der Schafzucht wurde die Milchwirtschaft bedeutender, zwei Molkereien wurden gegründet. Zudem wurden zu Beginn des 19. Jahrhunderts mehrere kleine Marmorsteinbrüche in Florenz eröffnet. Weitere Zuwanderer aus vielen europäischen und skandinavischen Ländern erreichten Florenz und arbeiteten in den Marmorbrüchen für die Vermont Marble Company. Von 1898 bis 1902 wurde die Florenz-Mühle gebaut, mit der Marmorblöcke zugesägt wurden. Der Transport erfolgte mit der Clarendon and Pittsford Railroad, welche der Vermont Marble Company gehörte.

### Religionen
In Pittsford gründeten die Methodisten, Baptisten und die Kongregationale Kirche Gemeinden. Die Baptistische Gemeinde bekam ihren ersten Priester im Jahr 1784, die Kongregationale Kirche im Jahr 1785.

### Einwohnerentwicklung
| Jahr      | 1700  | 1710  | 1720  | 1730  | 1740  | 1750  | 1760  | 1770  | 1780  | 1790  |
| --------- | ----- | ----- | ----- | ----- | ----- | ----- | ----- | ----- | ----- | ----- |
| Einwohner |       |       |       |       |       |       |       |       |       | 850   |
| Jahr      | 1800  | 1810  | 1820  | 1830  | 1840  | 1850  | 1860  | 1870  | 1880  | 1890  |
| Einwohner | 1.413 | 1.936 | 1.916 | 2.005 | 1.927 | 2.026 | 1.839 | 2.127 | 1.982 | 1.775 |
| Jahr      | 1900  | 1910  | 1920  | 1930  | 1940  | 1950  | 1960  | 1970  | 1980  | 1990  |
| Einwohner | 1.866 | 2.479 | 2.098 | 2.332 | 2.093 | 2.076 | 2.225 | 2.306 | 2.590 | 2.919 |
| Jahr      | 2000  | 2010  | 2020  | 2030  | 2040  | 2050  | 2060  | 2070  | 2080  | 2090  |
| Einwohner | 3.140 | 2.991 | 2.862 |       |       |       |       |       |       |       |

## Wirtschaft und Infrastruktur

### Verkehr
Der U.S. Highway 7 verläuft in nord-südlicher Richtung zentral durch die Town, von Brandon nach Rutland und folgt dem Verlauf des Creek Rivers. Ebenfalls dem Verlauf folgend führt die Bahnstrecke Bellows Falls–Burlington durch die Town mit einem Bahnhof in Pittsford.

### Öffentliche Einrichtungen
In Pittsford gibt es kein eigenes Krankenhaus. Das nächstgelegene Krankenhaus ist das Rutland Regional Medical Center in Rutland.

### Bildung
Pittsford gehört mit Brandon, Chittenden, Goshen Leicester, Mendon, Sudbury und Whiting zur Rutland Northeast Supervisory Union.
Es gibt eine Schule in Pittsford, die Lothrop Elementary School. Etwa 235 Kinder besuchen Klassen von Pre-Kindergarten bis zum 6. Schuljahr. Gegründet wurde die Lothrop School im Jahr 1912.

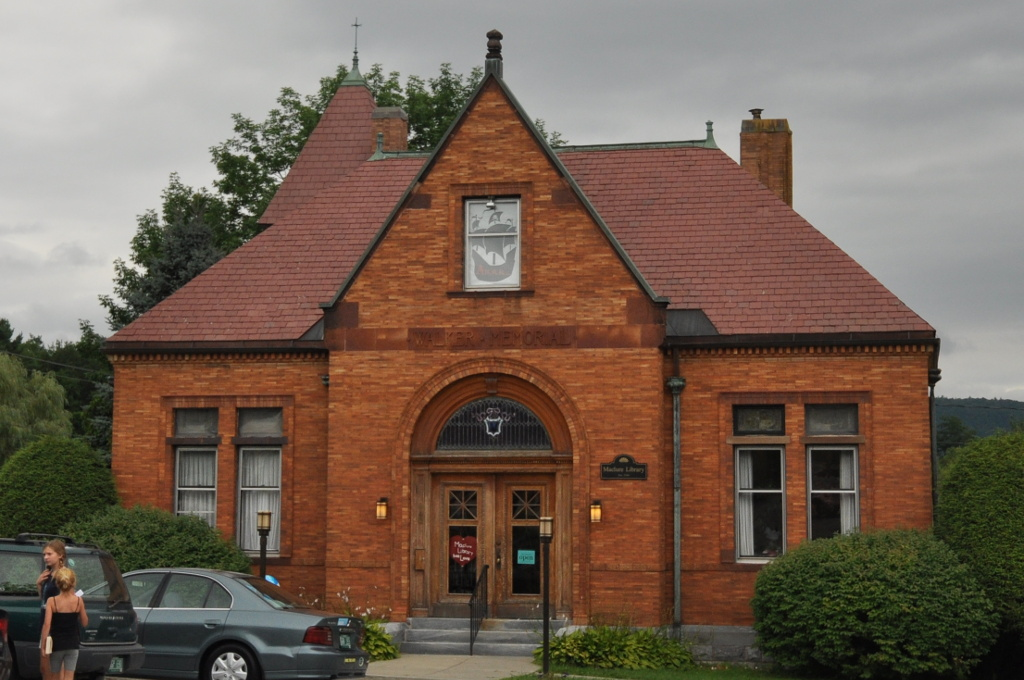
Maclure Library in Pittsford

Die Maclure Library wurde bereits im Jahr 1797 gegründet. Benannt nach William Maclure, der im Jahr 1839 eine große Spende zugunsten der Library machte. Sie war bis zum Jahr 1895 in unterschiedlichen Räumen und Gebäuden untergebracht, bis Henry Walker ein Gebäude für die Bücherei in Erinnerung an seinen Bruder Stephen Walker errichten ließ. Im Bestand der Bücherei sind etwa 100 sehr seltene Bücher, die nicht in den Nationalen Archiven vorhanden sind. Hierzu gehören Aufzeichnungen der Unions und Konföderierten Marine während des Sezessionskriegs und auch Korrespondenz der Präsidenten der Vereinigten Staaten aus der Zeit von 1789 bis 1987. Die Maclure Library hat diese Bücher dem National Archiv gespendet.

## Persönlichkeiten

### Söhne und Töchter der Stadt
- Caleb Hopkins (1770–1818), Offizier und Politiker
- Benjamin Gates (1873–1943), Politiker, Vermont State Auditor